# حكمت حسانوف
حكمت حسين أوغلو حسانوف – (بالأذرية: Hikmət Həsənov) اللواء للقوات المسلحة الأذربيجانية، قائد الفيلق الأول للجيش.
كان يدير حكمت حسين المعارك في 3 اتجاهات للجبهة – اغدام – ترتار – جورانبوي كقائد الإتجاه في الاشتباكات الأذربيجانية الأرمنية 2016.
كان يرأس تحرير سوقوفوشان من ألإحتلال في إتجاه مقاطعة أغدارا في 3 أكتوبر عام 2020.

## حياته ونشاته
ولد حكمت حسانوف في 9 أكتوبر عام 1975 في قرية بيراهمدلي بمنطقة فضولي.
إلتحق بالمدرسة العليا لقادة الجيش العام في باكو عام 1992.
بدأ خدمته العسكرية كقائد الفليق في الوحدة العسكرية الرقم «ن» في ترتار.
في عام 1994، أخذ دورة لمدة 6 أشهر في مدرسة المشاة العسكرية توزلا في تركيا.
أكمل حكمت حسانوف دورة تدريبية في مدرسة مشاة توزلا العسكرية تركيا مدتها 6 أشهر في 1994.
تخرج من المدرسة العسكرية في 1995 وبدأ إلى خدمة في الفليق «ن» في أغدام.
لمواصلة تعليمه إلتحق حكمت حسانوف بأكاديميا العسكرية العاليا لجيش التحرير الشعبي الصيني في 2002، فتخرج منها بمرتبة الشرف.
بين 2005-2008 واصل خدمته كقائد الفريق «ن» في كنجه. والتحق بالاكاديمية العسكرية للقوات المسلحة الأذربيجانية عام 2008 وتخرج بمرتبة الشرف عام 2010.
في نفس العام تم تعيينه قائدا إلى اللواء الذي تقع فيه كتيبة الناتوالتي شكلتها وزارة الدفاع في بيراكوشكول.
في 2013 لتحسين دراسته غادرحسانوف إلى ألمنيا وأكمل دورة تخطيط العملية لحلف شمال الأطلسي.
حصل على رتبة لواء بأمر من القائد الأعلى، رائس جمهورية أذربيجان، في الذكرى السادسة والتسعين لتأسيس القوات المسلحة في في 26 يونيو عام 2014.
في 2018 كان يمنح حكمت حسانوف بوسام «من أجل الوطن» الدرجة الثالثة بموجب القرار من الرئيس الأذربيجاني.
يجيد اللغة الإنجليزية والروسية والتركية والفارسية والأرمنية.

## طريقه في المجال العسكري
كان يدير حكمت حسين المعارك في 3 اتجاهات للجبهة – اغدام – ترتار – جورانبوي كقائد الإتجاه في الاشتباكات الأذربيجانية الأرمنية 2016.
كان يرأس تحرير سوقوفوشان من ألإحتلال في إتجاه مقاطعة أغدارا في 3 أكتوبر عام 2020.

## جوائزه
- ميدالية «للشجاعة»(22 يونيو 2006)
- ميدالية «من أجل الوطن» (25 يونيو 2012)
- ميدالية «للخدمة العسكرية» (24 يونيو 2015)
- ميدالية الذكرى السنوية «الذكرى السنوية العاشرة للقوات المسلحة جمهورية أذربيجان (1991-2001)»
- ميدالية الذكرى السنوية «الذكرى السنوية التسعين للقوات المسلحة جمهورية أذربيجان (1918-2008)»
- ميدالية الذكرى السنوية «الذكرى السنوية الخامسة والتسعين للقوات المسلحة جمهورية أذربيجان (1918-2013)»
- وسام "الاستحقاق للوطن" الدرجة الأولى" 25 يونيو عام 2018»